# Tuttosport
Tuttosport är en italiensk sporttidning utgiven sedan den 30 juli 1945.
Renato Casalbore (som omkom 1949 i Supergaolyckan tillsammans med de flesta kända i Il Grande Torinos fotbollstrupp) grundade tidningen som till en början gavs ut två gånger i veckan. År 1946 ökade tidningen till tre nummer per vecka och sedan den 12 mars 1951 har den publicerats dagligen. 

## Golden Boy Award
Golden Boy-priset ges ut till en fotbollsspelare i världen som är under 21 år och aktivt spelar i en fotbollsklubb i Europa.
| År   | Spelare              | Klubb                            |
| ---- | -------------------- | -------------------------------- |
| 2003 | Rafael van der Vaart | Ajax                             |
| 2004 | Wayne Rooney         | Everton                          |
| 2005 | Lionel Messi         | Barcelona                        |
| 2006 | Cesc Fàbregas        | Arsenal                          |
| 2007 | Sergio Agüero        | Atlético Madrid                  |
| 2008 | Anderson             | Manchester United                |
| 2009 | Alexandre Pato       | Milan                            |
| 2010 | Mario Balotelli      | Inter                            |
| 2011 | Mario Götze          | Borussia Dortmund                |
| 2012 | Isco                 | Málaga                           |
| 2013 | Paul Pogba           | Juventus                         |
| 2014 | Raheem Sterling      | Liverpool                        |
| 2015 | Anthony Martial      | AS Monaco FC Manchester United   |
| 2016 | Renato Sanches       | Benfica Bayern München           |
| 2017 | Kylian Mbappé        | AS Monaco FC Paris Saint-Germain |
| 2018 | Matthijs de Ligt     | Ajax                             |
| 2019 | João Félix           | Benfica Atlético Madrid          |
| 2020 | Erling Håland        | Borussia Dortmund                |